# Tony Jay
Tony Jay, all'anagrafe Maurice Jacobs (Londra, 2 febbraio 1933 – Los Angeles, 13 agosto 2006), è stato un attore e doppiatore britannico.

## Biografia
È stato membro della compagnia reale di Shakespeare in Inghilterra. Dotato di una caratteristica voce baritonale, fu particolarmente attivo nel doppiaggio dei cartoni animati, soprattutto nei prodotti targati Disney: tra i suoi ruoli più conosciuti si segnalano quelli del giudice Claude Frollo nel classico Disney Il gobbo di Notre Dame e di Shere Khan (succedendo, in questo ruolo, all'attore George Sanders).
È stato sposato dal 1974 con Marta MacGeraghty, con cui è rimasto fino alla morte; hanno avuto un figlio, Adam (1990).
È morto il 13 agosto 2006 a Los Angeles all'età di 73 anni in seguito a complicazioni di un intervento per rimuovere il cancro ai polmoni di cui era malato.

## Filmografia parziale

### Attore
- Amore e guerra, regia di Woody Allen (1975)
- I gemelli, regia di Ivan Reitman (1988)
- Ho sposato un'aliena, regia di Richard Benjamin (1989)

### Doppiatore
- TaleSpin (1990) - Shere Khan
- La bella e la bestia (1991) - Monsieur D'Arque
- Tom & Jerry - Il film (1992) - Leccapiedi
- Skeleton Warriors (1994) - Teschio Narratore
- Il gobbo di Notre Dame (1996) - Giudice Claude Frollo
- Mignolo e Prof. - serie TV, 1 episodio (1996)
- Blood Omen: Legacy of Kain - Mortanius, William il Giusto
- Timon e Pumbaa (2 episodi, 1996-1999)
- Rugrats - Il film (1998) - Dr. Lipschitz
- Legacy of Kain: Soul Reaver (1999) - Dio Anziano, Zephon (1999)
- Ricreazione - La scuola è finita (2001) - Dr. Rosenthal
- Legacy of Kain: Soul Reaver 2 (2001) - Dio Anziano
- House of Mouse - Il Topoclub (10 episodi, 2001-2002) - Specchio magico / Shere Khan
- Il pianeta del tesoro (2002) - Narratore
- Il libro della giungla 2 (2003) - Shere Khan
- I Rugrats nella giungla (2003) - Dr. Lipschitz

## Doppiatori italiani
Nelle versioni in italiano delle opere in cui ha recitato, Tony Jay è stato doppiato da:
- Francesco Vairano ne I gemelli

Da doppiatore è sostituito da:
- Mauro Bosco ne La bella e la bestia
- Renato Cortesi in Tom & Jerry - Il film
- Eros Pagni ne Il gobbo di Notre Dame
- Sergio Fiorentini ne Il pianeta del tesoro
- Stefano De Sando ne Il libro della giungla 2